# Bibras Natkho
Bibras Natkho (Hebreeuws: ביברס נאתכו, Adygees: Бибэрс Натхъо) (Kfar Kama, 8 november 1988) is een Israëlische voetballer die bij voorkeur als middenvelder speelt. Hij verruilde in 2014 PAOK Saloniki voor FK CSKA Moskou.

## Clubcarrière
Natkho sloot zich op hetzelfde moment als Ben Sahar aan bij Hapoel Tel Aviv. In 2006 werd hij bij het eerste elftal gehaald. Tijdens dat seizoen won Hapoel Tel Aviv de beker. Op 8 maart 2010 tekende hij een vierjarig contract bij Roebin Kazan, een Russische voetbalclub uit Tatarije dat sinds 2001 geleid wordt door de Turkmeense coach Kurban Berdyev. Hapoel Tel Aviv ontving een bedrag van €650.000 voor de Israëlische middenvelder.

## Interlandcarrière
Natkho speelde reeds voor elk Israëlisch jeugdelftal, meestal samen met Beram Kayal, met wie hij samen op school zat. Bij Israël -19 was hij aanvoerder. Hij kreeg zijn eerste uitnodiging voor Israël voor de vriendschappelijke wedstrijd tegen Noord-Ierland op 12 augustus 2009, maar bleef 90 minuten op de bank. Op 3 maart 2010 debuteerde hij voor het Israëlisch voetbalelftal in een oefeninterland tegen Roemenië als invaller voor Gil Vermouth. Op 7 september 2012 scoorde hij zijn eerste interlanddoelpunt, in een WK-kwalificatiewedstrijd tegen Azerbeidzjan.
2 Khellven ·
4 Rocha ·
5 Zdjelar ·
6 Moechin ·
7 Dávila ·
9 Tsjalov ·
10 Obljakov ·
14 Nababkin ·
17 Glebov ·
20 Koetsjajev ·
21 Fayzullaev ·
22 Gajić ·
27 Moisés ·
31 Kisljak ·
35 Akinfejev  ·
49 Torop ·
52 Bandikjan ·
68 Rjadno ·
72 Jermakov ·
77 Agapov ·
78 Divejev ·
80 Arboezov ·
86 Sjajchoetdinov ·
88 Méndez ·
90 Loekin ·
91 Zabolotny ·
Coach: Fedotov